# Temco TT Pinto
Temco TT Pinto – amerykański samolot szkolno-treningowy zaprojektowany przez firmę Temco Aircraft na potrzeby United States Air Force. Ostatecznie samolot przez dwa lata był wykorzystywany do szkolenia podstawowego pilotów United States Navy.

## Historia

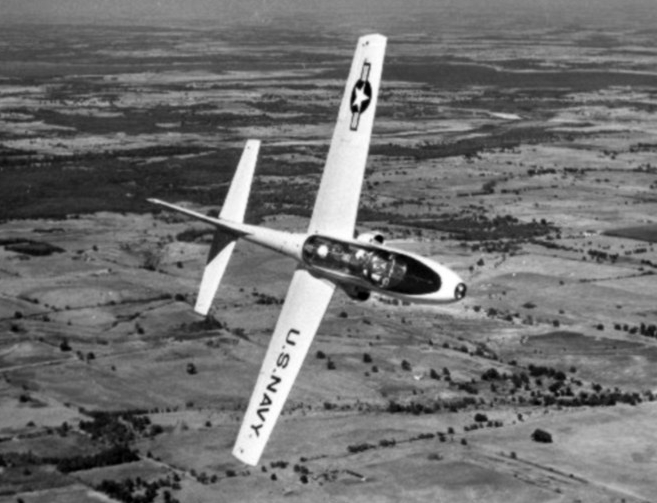
TT-1 Pinto w barwach US Navy

Wiosną 1952 roku amerykańskie siły powietrzne ogłosiły konkurs Trainer Experimental (TX) na nowy, lekki samolot szkolno-treningowy, przeznaczony do szkolenia podstawowego. Wymagano, aby maszyna napędzana była silnikiem odrzutowym i przeznaczona dla dwuosobowej załogi – instruktora i kursanta. W odpowiedzi na zapotrzebowanie US Air Force, amerykański producent Temco Aircraft zaprojektował i zbudował niewielki, dwumiejscowy samolot szkolny oznaczony przez wytwórnię jako Model 51. Była to w pełni metalowa maszyna, wyposażona w trójzespołowe podwozie z przednim podparciem, napędzana pojedynczym silnikiem Continental Motors J69-T-9. Jednostka napędowa była licencyjną wersją francuskiego silnika Turbomeca Marboré. Model 51 do swojego pierwszego lotu wzbił się 26 marca 1956 roku i od razu przystąpiono do intensywnych prób w powietrzu nowej maszyny. Było to tym bardziej istotne, iż pozostałe biorące udział w rywalizacji samoloty obloty miały już za sobą. Beechcraft Model 73 Jet Mentor oblatany został 18 grudnia 1955 roku, a Cessna T-37 Tweet w październiku 1954 roku. Niestety dla Temco, US Air Force preferując jako bardziej niezawodny dwusilnikowy napęd i kabinę z miejscami ustawionymi obok siebie, wybrały maszynę Cessny. Nie był to jednak koniec projektu: samolot o podobnych właściwościach i przeznaczonych do tych samych zadań poszukiwany był również przez United States Navy, która niejako w spadku po siłach powietrznych przejęła obydwu przegranych – samoloty Jet Mentor i Temco TT. Pod koniec 1956 roku Model 51 został wysłany do Naval Air Test Center (NATC), gdzie obydwie maszyny przeszły serię prób porównawczych. Z rywalizacji zwycięsko wyszedł tym razem Temco TT, który w liczbie czternastu maszyn, pod nazwą TT-1 Pinto, został zamówiony przez marynarkę. W lutym 1959 roku pierwsze samoloty trafiły do Naval Air Training Command w Pensacola na Florydzie. Miesiąc później, w marcu 1959 roku, kadet lotnictwa marynarki E.R. Clark został pierwszym pilotem morskim, który odbył samodzielny lot samolotem z napędem odrzutowym, nie mając wcześniej doświadczenia na maszynach z napędem śmigłowym. Pomimo tego, że maszyna charakteryzowała się dobrymi właściwościami w locie, już pod koniec 1960 roku wszystkie samoloty zostały wycofane ze szkolenia. Głównym powodem takiej decyzji były niewystarczający, zdaniem marynarki, ciąg silnika, niezapewniający odpowiedniego przyspieszenia maszynie, znajdującej się pod kontrolą niedoświadczonego pilota-kadeta. 

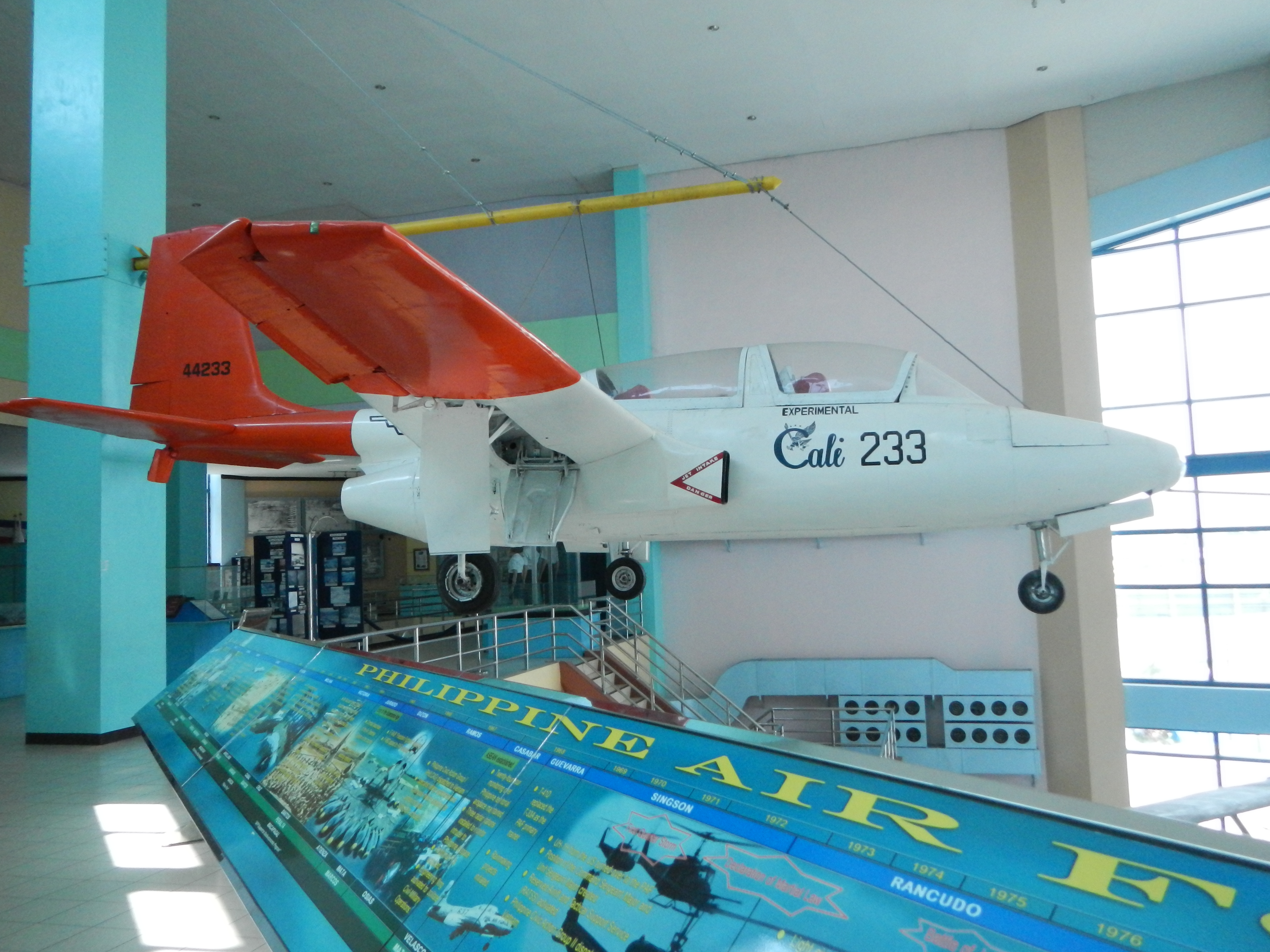
Cali na ekspozycji w Muzeum Filipińskich Sił Powietrznych w Villamor Air Base

Samoloty zostały zakupione przez firmę American Jet Industries (Gulfstream Aerospace), która je gruntownie zmodernizowała. Dotychczasowy silnik zastąpiono dużo mocniejszą jednostką General Electric CJ610 o ciągu 12,7 kN (była to cywilna wersja silnika General Electric J85). Dzięki temu prędkość wzrosła do 833 km/h. Wzmocniono strukturę płatowca i dodano możliwość przenoszenia uzbrojenia, instalując pod skrzydłami sześć punktów do jego podwieszania. Tak zmodernizowany samolot, oznaczony teraz jako AJI T.610 Super Pinto, został oblatany 28 czerwca 1968 roku. Wytwórnia reklamowała maszynę jako samolot przeznaczony do działań przeciwpartyzanckich i bliskiego wsparcia. Super Pinto oferowany był US Air Force oraz próbowano zainteresować nim Tureckie Siły Powietrzne, jednak nie znaleziono nabywców i cały projekt został zakończony.
Pierwszy prototyp Super Pinto wraz z prawami do produkcji i całą dokumentacją techniczną został zakupiony przez Filipiny. Maszyna miała być produkowana na miejscu pod nowym oznaczeniem T.610 Cali (orzeł) z przeznaczeniem dla Filipińskich Sił Powietrznych. Zdołano wyprodukować jeden prototyp, jednak z powodów finansowych dalsza produkcja stanęła. W latach 80. projekt został wznowiony. Tym razem planowano budowę kilku wersji samolotu: dwuosobowej wersji szkolno-treningowej, jednoosobowej wersji do działań antypartyzanckich, wersji treningowej dysponującej możliwością przenoszenia uzbrojenia oraz wersji ze znacznie powiększonym kadłubem, zdolnej do przewozu pięciu pasażerów na swoim pokładzie. I te plany pokrzyżowane zostały przez brak funduszy. W 1988 roku amerykańska firma Avstar Inc. ogłosiła, iż do spółki z filipińską wytwórnią oraz chińskim Shenyang Aircraft Corporation ma zamiar rozpocząć budowę samolotów oznaczonych jako AvStar T-100 Super Mustang, opartych na płatowcu Super Pinto, z nowym silnikiem Williams FJ44. Produkcja nowych samolotów miała zostać przeniesiona do Hongkongu. Również i te plany pozostały jedynie na papierze, podobnie jak zapowiedź filipińskiego rządu, który w 2009 roku ogłosił możliwość wznowienia produkcji samolotu, którego konstrukcja miałaby powstać na bazie materiałów kompozytowych. Do dziś brak informacji co do dalszych kroków związanych z Super Pinto. Jedyny egzemplarz wybudowanego na Filipinach drugiego prototypu znajduje się obecnie w Muzeum Filipińskich Sił Powietrznych w Villamor Air Base w Manili.
Do dziś kilka samolotów znajduje się w prywatnych rękach na terenie Stanów Zjednoczonych.

## Konstrukcja
Samolot był całkowicie metalowym, wolnonośnym średniopłatem. Podwozie chowane, trójzespołowe z przednim podparciem, przednia goleń chowana do wnęki w dziobie samolotu, golenie podwozia głównego do wnęk w skrzydłach. Zapewniało to maszynie dużą stabilność na ziemi podczas kołowania, startów i lądowań. Prototyp samolotu nie był uzbrojony. Usterzenie klasyczne. Po obu stronach kadłuba, przed i poniżej krawędzi natarcia skrzydeł, umieszczono wloty do silnika. Dysza wylotowa umieszczona była pod kadłubem.